# Юзеф Фразік
Юзеф Анджей Фразік (пол. Józef Andrzej Frasik, 1 лютого 1910, Раковіце, Краків — 23 грудня 1983, Краків) — польський поет та письменник.

## Біографія
Закінчив факультет польської філології в Ягеллонському університеті і дебютував як поет в 1929 році в газеті «Kurier Literacko-Naukowy» (додаток «Ilustrowany Kurier Codzieny»). В 1934–1935 роках працював редактором тижневика «Gazeta Artystów», поетична сбірка «Łąkami w górę» якого, в результаті, була опублікована у 1936 році. З 1945 до 1947 був членом ради редакції тижневика «Wieś». Протягом тривалого часу був координатором літературного видання на Польському Радіо Кракова і директором літературних програм.

## Роботи
- Urodzony w źdźble
- Śpiewny czas
- Ziemia kwitnie
- Obłoki mijają nas
- Z rodu kamienia
- Mój wiatr, moja noc
- Wniebowstąpienie skowronków
- Łąkami w górę
- Poezje wybrane
- Wiersze wybrane